# Kneeling
Kneeling (von englisch kneeling, knien) bezeichnet das Absenken eines Straßenfahrzeugs (Niveauregulierung), speziell von Bussen auf der Einstiegsseite, um so den Fahrgästen das Einsteigen zu erleichtern. Dazu werden Luftfederbälge auf der Einstiegsseite solange entlüftet, bis das Fahrzeugniveau ein eingestelltes Minimum erreicht, welches knapp über dem mechanischen Anschlag liegt. Beim Schließen der Türen wird dann das Fahrzeug automatisch durch Aufpumpen der Luftbälge wieder auf Normalniveau angehoben. In Verbindung mit sogenannten Hochbordsteinen an den Bushaltestellen wird ein ebenerdiger Einstieg ermöglicht, was insbesondere Rollstuhlbenutzern, Personen mit Kinderwagen sowie gehbehinderten, bewegungsgeminderten und älteren Menschen zugutekommt.